# Brenthé

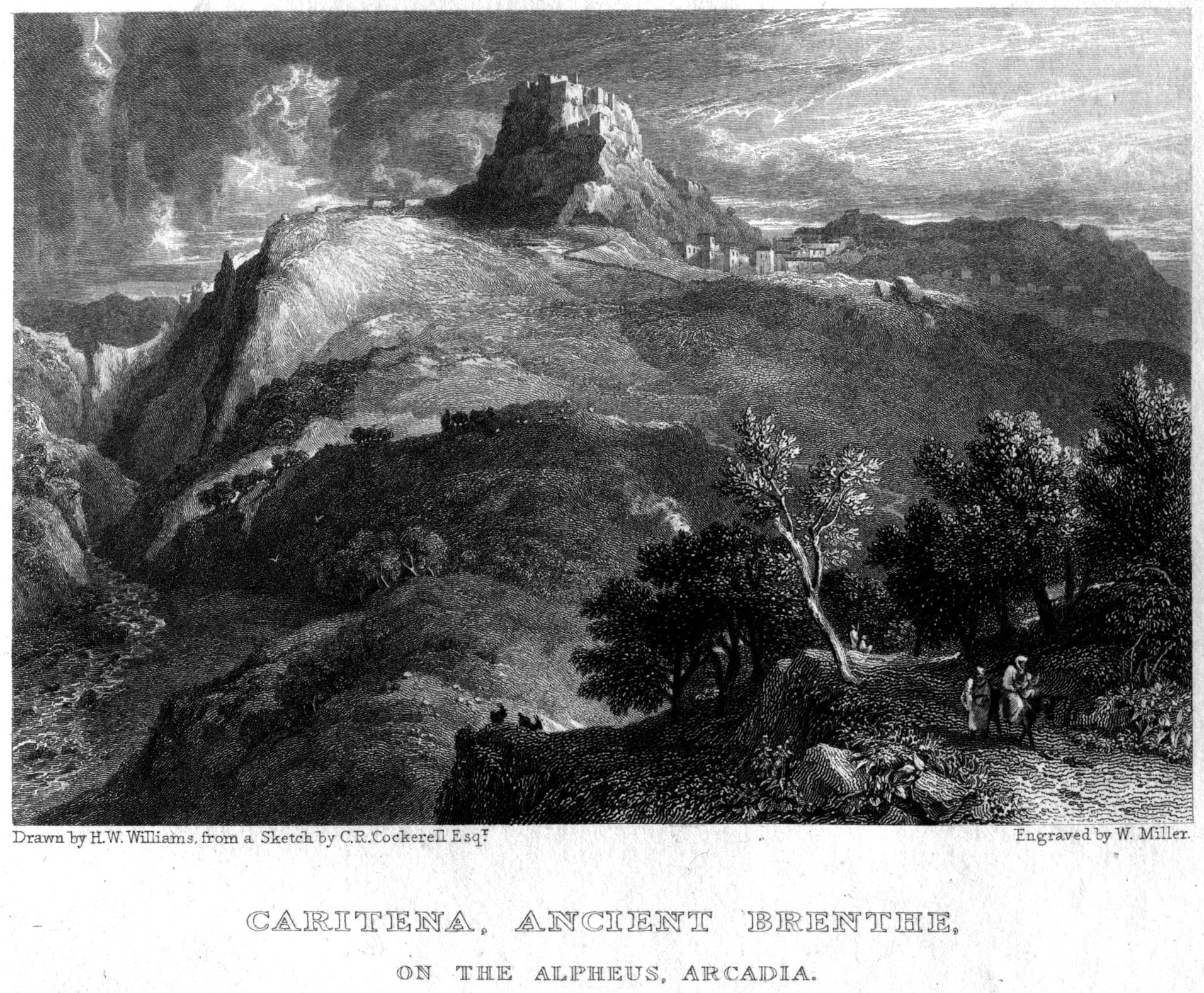
Karýtena, la Brenthé antique. Gravure par William Miller d'après H W Williams, illustration pour Select Views In Greece With Classical Illustrations, Londres, Longman Rees Orme Brown et Green et Adam Black. 1829.

Brenthé (en grec ancien Βρένθη) est une ville grecque antique d'Arcadie, dans le Péloponnèse. 
Ses ruines sont mentionnées au IIe siècle par l'écrivain grec Pausanias le Périégète dans sa Périégèse : il indique que, sur la route allant de Gortys à Mégalopolis, après le monument aux morts des Mégalopolitains pour la bataille contre Cléomène, s'étend une plaine d'environ 60 stades de long, et que les ruines de Brenthé se trouvent du côté droit de la route. À cet endroit émerge un cours d'eau appelé le Brenthéatès, un affluent de l'Alphée où il se jette au bout de cinq stades,.
Le site de Brenthé se trouve à proximité de la ville moderne de Karýtena.